# Georg Groscurth
Georg Groscurth (27 décembre 1904 – 8 mai 1944) est un médecin et résistant allemand pendant la Seconde Guerre mondiale. 

## Biographie
Fils de fermier, Georg Groscurth naît dans le village d'Unterhaun, dans la province de Hesse-Nassau, en Empire allemand. Il étudie la médecine aux universités de Marburg, de Fribourg-en-Brisgau, de Graz et de Vienne, finissant ses études à Berlin avec un doctorat en médecine. Il travaille ensuite à l'institut Kaiser-Wilhelm, où il fait la connaissance de Robert Havemann, avec qui il fonda un groupe de résistance quelques années plus tard.
À partir de 1933, Groscurth travaille comme interniste à l'hôpital Robert Koch de Berlin, puis à l'hôpital Moabit, également à Berlin. En 1940, il est nommé professeur à l'université Humboldt, soignant notamment le nazi haut gradé Rudolf Hess.
Lorsque Hitler prend le pouvoir à partir de 1933, ses collègues médecins juifs sont peu à peu démis de leurs fonctions, Groscurth devient un farouche opposant au nazisme. Il tente de communiquer aux groupes de résistance tout ce que Hess lui avait dit lors des consultations médicales, notamment des projets de nouveaux camps de concentration et les préparatifs de l'attaque contre l'Union soviétique. En collaboration avec le chimiste Robert Havemann, l'architecte Herbert Richter-Lukian et le dentiste Paul Rentsch, Groscurth fonde le groupe de résistance Europäische Union (« Union européenne »), cachant notamment des juifs et des fugitifs. Dans la mesure de ses possibilités, Georg Groscurth déclare également des soldats inaptes au service militaire. En 1943, il rencontre la médecin Galina Romanowa, déportée en Allemagne et soumise au travail forcé, lui fournit des médicaments, lui donne des conseils professionnels et la soutient dans l'organisation de la résistance.
Le groupe est trahi en 1943 et Groscurth est arrêté le 4 septembre 1943, puis condamné à mort au Volksgerichtshof par les juges Roland Freisler et Hans-Joachim Rehse (de). Il est pendu à la prison de Brandenburg-Görden le 8 mai 1944.
Il repose aujourd'hui au cimetière boisé de la Heerstraße, situé dans le quartier de Westend à Charlottenbourg-Wilmersdorf.

## Reconnaissance posthume

Pierre commémorative de Georg Groscurth au cimetière d'Unterhaun.

Après la guerre, sa veuve, Anneliese Groscurth, vécut à Haunetal, avant de déménager à Berlin-Ouest avec les deux fils du couple. Friedrich Christian Delius, qui deviendra écrivain, grandit avec les deux fils de Georg Groscurth et écrira plus tard le livre Mein Jahr als Mörder ("Mon année comme meurtrier"), un roman à la fois autobiographique et historique, basé sur la vie de Georg et d'Anneliese Groscurth. Son livre joua un rôle majeur dans la reconnaissance de l'histoire de Groscurth.
Une plaque commémorative rappelant les activités de Georg Groscurth se trouve dans l'ancien hôpital Moabit, Turmstraße 21 à Berlin. Par ailleurs, une rue du quartier de Pankow à Berlin fut baptisée Groscurthstraße le 31 août 1977. En 1980, un mémorial portant l'inscription « Je meurs pour un monde sans haine » fut érigé en son honneur au cimetière d'Unterhaun, son village natal. En 2005, Israël lui attribua le titre de « Juste parmi les Nations ».